# بؤرة سيمون
بؤرة سيمون (بالإنجليزية: Simon focus) هيَ عقيدة سلية من المُمكن أن تتكون في قمة الرئة عندما تحصل عدوى أولية بالسل في أي مكان في الجِسم وتَنتشر إلى قمة الرئة من خلال الدورة الدموية، وغالباً ما تتكلس عقيدات بؤرة سيمون.
غالباً ما تكون الآفة الأولية بؤرة صَغيرة من التصلد وقُطرها أقل من 2سم وتقع في حدود 1-2 سم من قمة غشاء الجنب. في مرحلة المراهقة يتم إعادة تَنشيط بؤر سيمون بحيث تتطور إلى بؤر آسمان، والتي تكون مُحددة بشكلٍ واضح وثابتة وتظهر المناطق رمادية بيضاء إلى صفراء اللون، كما تمتلك كميات مُتغيرة من التجبن المركزي وَالتليف المُحيطي.